# Traumrevue
Traumrevue ist ein österreichischer Eisrevue-Film von Eduard von Borsody aus dem Jahr 1959. Waltraut Haas und Teddy Reno sind in den Hauptrollen besetzt, Susi Nicoletti, Michael Kramer, Ursula Herking, Ingrid Wendl, Eva Pawlik und Arno Paulsen in tragenden Rollen.

## Handlung
Die Eisrevue von Anna Reiser steckt in finanziellen Schwierigkeiten, lässt Anna doch aus Rücksicht auf ihr Publikum kaum Neuerungen in den Programmen zu. Das neue Programm soll nun endlich auch ein finanzieller Erfolg werden, so konnte Anna den ungarischen Eislaufstar Ilona Karoly als Solotänzerin für die Show gewinnen. Die junge Elisabeth Müller versucht unterdessen vergeblich, bei Anna Reiser vorzutanzen. Viermal hat sie bereits beim Pförtner gewartet, um vorgelassen zu werden. Beim vierten Mal trifft sie nur auf den Klavierspieler Tonio Pozzi, der den Eiskunstläufern bei den Proben musikalisch zur Seite steht. Sie zeigt ihm auf dem Eis, was sie kann, doch gelingt es auch Tonio nicht, Anna zum Zuschauen zu bewegen. Mutlos geht Elisabeth nach Hause. Aus der Zeitung erfährt sie, dass Ilona Karoly der Eisrevue wegen eines Autounfalls absagen musste. Ihre Vermieterin Frau Schmitt überredet Elisabeth zu einem Schwindel. Sie soll sich als Ilona ausgeben, um endlich einmal zu zeigen, was sie kann. Sie selbst werde als ihre Mutter auftreten. Notgedrungen stimmt Elisabeth zu, auch wenn sie bereits nach dem Probetanzen alles zugeben will.
Elisabeth und Frau Schmitt werden am Bahnhof gebührend empfangen. Tonio erkennt die nun blondgefärbte Elisabeth sofort, stimmt jedoch zu, den kurzfristigen Schwindel mitzumachen. Elisabeth kann bei einem Probelauf alle von ihrem Können überzeugen. Obwohl sie nun offenbaren will, wer sie wirklich ist, hält Tonio sie davon ab. Inzwischen haben bereits die Zeitungen von Ilona als neuem Star der Eisrevue berichtet, sodass eine Entdeckung der Lüge einen Skandal verursachen und der Revue mehr schaden als nützen würde. Elisabeth will nun erst nach der Premiere der Show, die unter dem Namen Traumrevue läuft, ihre wahre Identität preisgeben.
Der Geschäftsmann Hugo Liebling, bei dem die Eisrevue hohe Schulden hat, umwirbt Elisabeth. Seine Einladungen einfach abzulehnen, ist daher nahezu unmöglich. Immerhin versucht Frau Schmitt, die Treffen zwischen Elisabeth und Liebling so oft wie möglich zu stören. Während eines Abends im Restaurant trinkt Frau Schmitt zu viel Alkohol und deutet an, dass Elisabeth gar nicht Ilona Karoly sei. Liebling fährt kurzerhand nach Ungarn, um die Wahrheit herauszufinden. Zur Premiere der Traumrevue erscheint er mit der echten Ilona Karoly. Die ist zunächst empört, dass jemand unter ihrem Namen auftritt, erkennt dann jedoch das Talent von Elisabeth. In der Pause deckt Liebling den Schwindel gegenüber Direktorin Anna Reiser auf. Ilona jedoch verzeiht Elisabeth, zumal diese häufig ihre wahre Identität preisgeben wollte, jedoch stets von Tonio daran gehindert worden war. Um die Show zu retten und einen Betrug am Publikum zu vermeiden, läuft die echte Ilona Karoly nach der Pause ein Solo. Da sie ihre junge Kollegin vor einem Skandal schützen möchte, stellt sie für ihren Auftritt jedoch eine Bedingung: Die Presse darf kein Wort davon erfahren, dass sich Elisabeth als Karoly ausgegeben hat. Das Finale der Show bestreiten Ilona und Elisabeth dann in schönster Harmonie gemeinsam.

## Produktion

### Produktionsnotizen
Traumrevue beruht auf einer Idee von Edith Petter. Im Film tritt die Wiener Eisrevue auf. Zu sehen sind unter anderem Ingrid Wendl (Europameisterin 1958) als sie selbst, Eva Pawlik (Europameisterin 1949) als Ilona Karoly sowie Hanna Eigel (Europameisterin 1957). Die Regie der Eisrevue-Szenen übernahm Will Petter, die Choreografie stammt von Edith Petter.
Teddy Reno (* 1926) singt im Film die Lieder My Happiness, No Jazz, Ti Diro und Fascination. Die Kostüme schuf Gerdago, die Filmbauten stammen von Willy Schatz und Hans Zehetner.

### Doppelrolle und Double
Eine Besonderheit des Films liegt darin, dass die Olympiazweite von 1948 und Europameisterin von 1949, Eva Pawlik, eine Kunstlauf-Doppelrolle spielt: Einerseits ist Pawlik für Waltraut Haas das Double auf dem Eis, andererseits läuft sie – ihrer Schauspielrolle in der Rahmenhandlung entsprechend – als Ilona Karoly die Kür zu der Musik „Fascination“ von Marchetti und eröffnet mit Rudi Seeliger am Schluss des Films den Donauwalzer, bevor das Ballett mit all seinen Solisten in Erscheinung tritt.

### Veröffentlichung
Der Film erlebte am 25. September 1959 in Nürnberg seine Premiere und lief am 30. September 1960 auch in den Kinos der DDR an. Am 25. Dezember 1964 war der Film auf DFF 1 im Fernsehen der DDR zu sehen.
In Österreich wurde der Film ebenfalls am 25. September 1959 erstmals vorgestellt, in den USA unter dem Titel Dream Revue im Jahr 1961, in Ungarn im Juni 1961, in Mexiko im Oktober 1963 und in Kanada (in Calgary und in Alberta) im Dezember 1968. Veröffentlicht wurde der Film zudem in Brasilien, in der Tschechoslowakei, in Portugal und in Spanien. 

## Kritik
Bei Blauer Montag, 16. November 1959, heißt es: 
„In Borsodys Farbfilm glänzt in erster Linie unsere Eisrevue mit ihren Solisten, allen voran die musikalisch beseelte Eva Pawlik, die temperamentvolle Emmy Puzinger, die jugendliche Ingrid Wendl und ihre Partner. Hier feiert das hochberühmte sportliche Können unserer Eiskünstler Triumphe. Die Revueszenen mit dem Ballett machen dem Titel alle Ehre. Den oft beängstigend dünnen, lang gezogenen Handlungsfaden knüpft die unverwüstliche Spiellaune Susi Nicolettis souverän und amüsant immer wieder neu, hübsch die teils beschwingte, teils heiße Musik (Stolz und Neubrand) und Teddy Renos Schlagerlieder.“
In der Welt am Montag, 16. November 1959, war zu lesen: 
„'Traumrevue', der jüngste Film der Wiener Eisrevue, ist am vergangenen Wochenende nun auch in Wiener Lichtspieltheatern angelaufen. Der Film wurde ebenso wie in deutschen Städten auch daheim gut aufgenommen, man ging gern über manche Schwächen des Buches hinweg und freute sich an der sauberen technischen Arbeit, an dem ausgezeichneten Spiel der Hauptdarsteller, zu denen diesmal auch zwei Stars der Revue selbst gehören, die ganz ausgezeichnet spielende Eva Pawlik und Ingrid Wendl, die sich selbst zu spielen hat.“
Für den film-dienst war Traumrevue ein „anspruchslos unterhaltender Revuefilm […], gestrickt nach altbekannten Mustern, doch immerhin mit beachtlichen tänzerischen Leistungen.“ Die Filmblätter nannten den Film einen „unterhaltsame[n] Revue-Cocktail“.
Die Berliner Zeitung befand, dass „dieses Filmgeschehen […] seit der Erfindung der Kinematographie bekannt [ist]“, auch wenn „der Betrachter mit filmverlängernden Witzen, die das Theater seit etwa 2000 Jahren verwendet, unablässig auf- und abgeheitert wird.“ Die Handlung des Films sei „traumhaft einfältig…“. Im Film „bezaubert das bekannte Wiener Eisballett durch Temperament, Grazie und Anmut“, befand hingegen die Neue Zeit.